# Madrid Arena
Madrid Arena (Arena Madrycka) – hala widowiskowo-sportowa w Madrycie o łącznej powierzchni 2.542 m² znajdująca się w centrum Madrycie w pobliżu Casa de Campo. Trybuny mogą pomieścić ponad 12 000 widzów, dodatkowo istnieje możliwość dostawienia ponad 1 000 dostawnych miejsc. Arena służy do celów organizacyjnych imprez sportowych, handlowych, kulturalnych i rekreacyjnych. Sponsorem hali jest hiszpańska Telefónica, dzięki czemu budynek znany jest również pod nazwą Telefónica Arena. Madrid Arena była również miejscem rozgrywek podczas Mistrzostw Europy w Koszykówce 2007 - Eurobasket 2007. Podczas obchodów święta Halloween w październiku 2012 r. doszło do tragedii, w której zginęły 4 młode osoby w wyniku rzucenia w tłum przez nieznanego sprawcę petardy. 

## Galeria

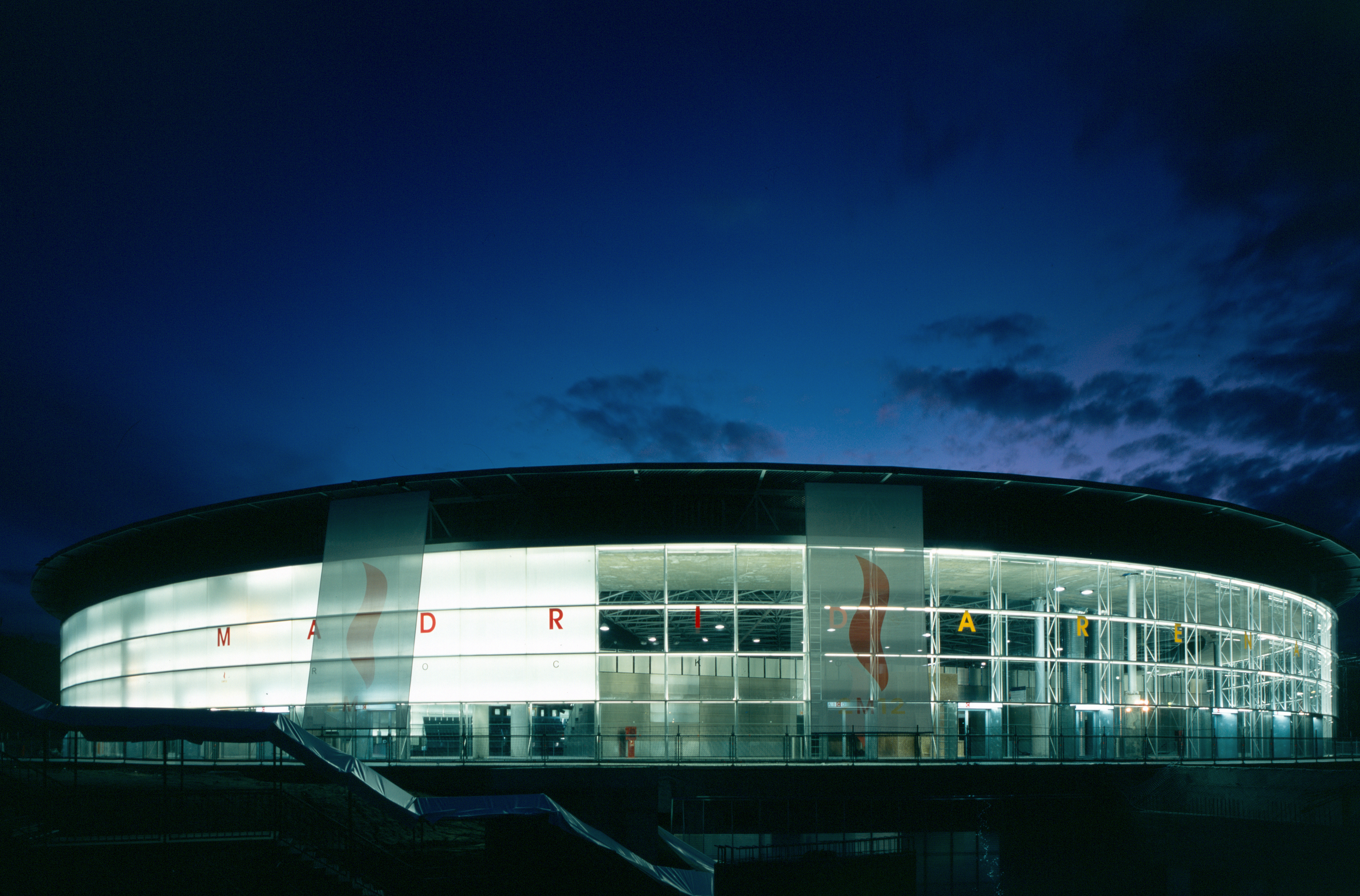
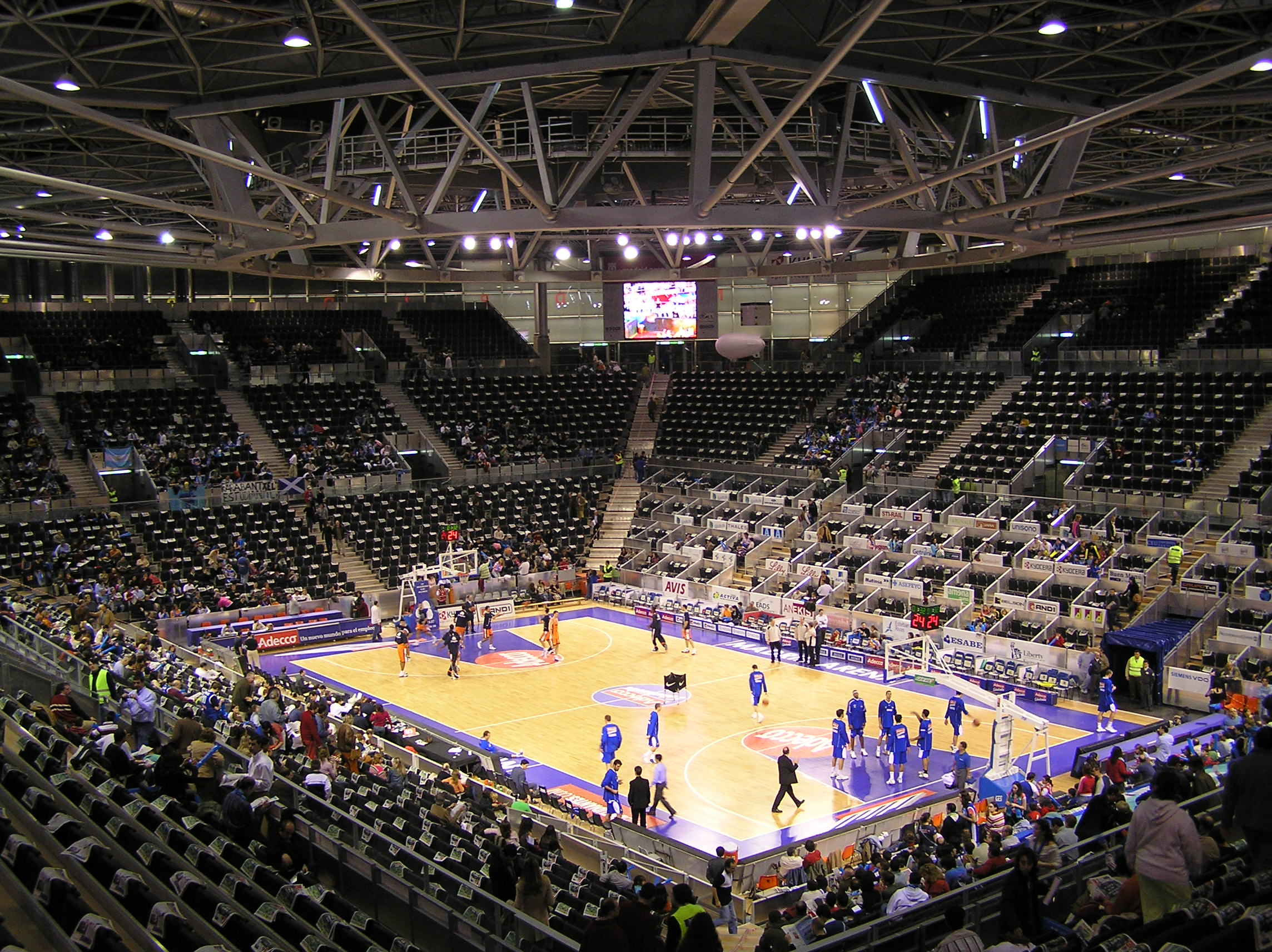
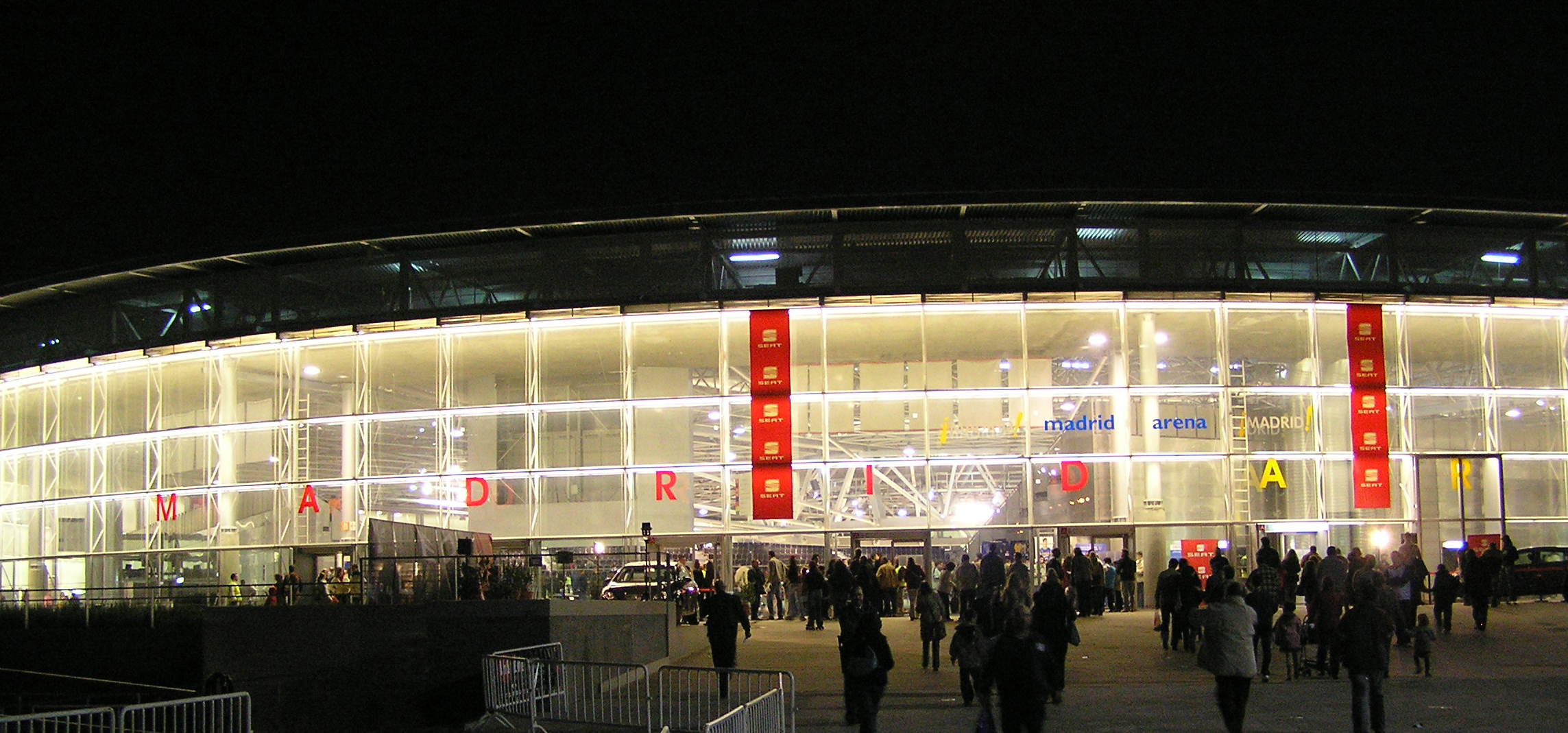
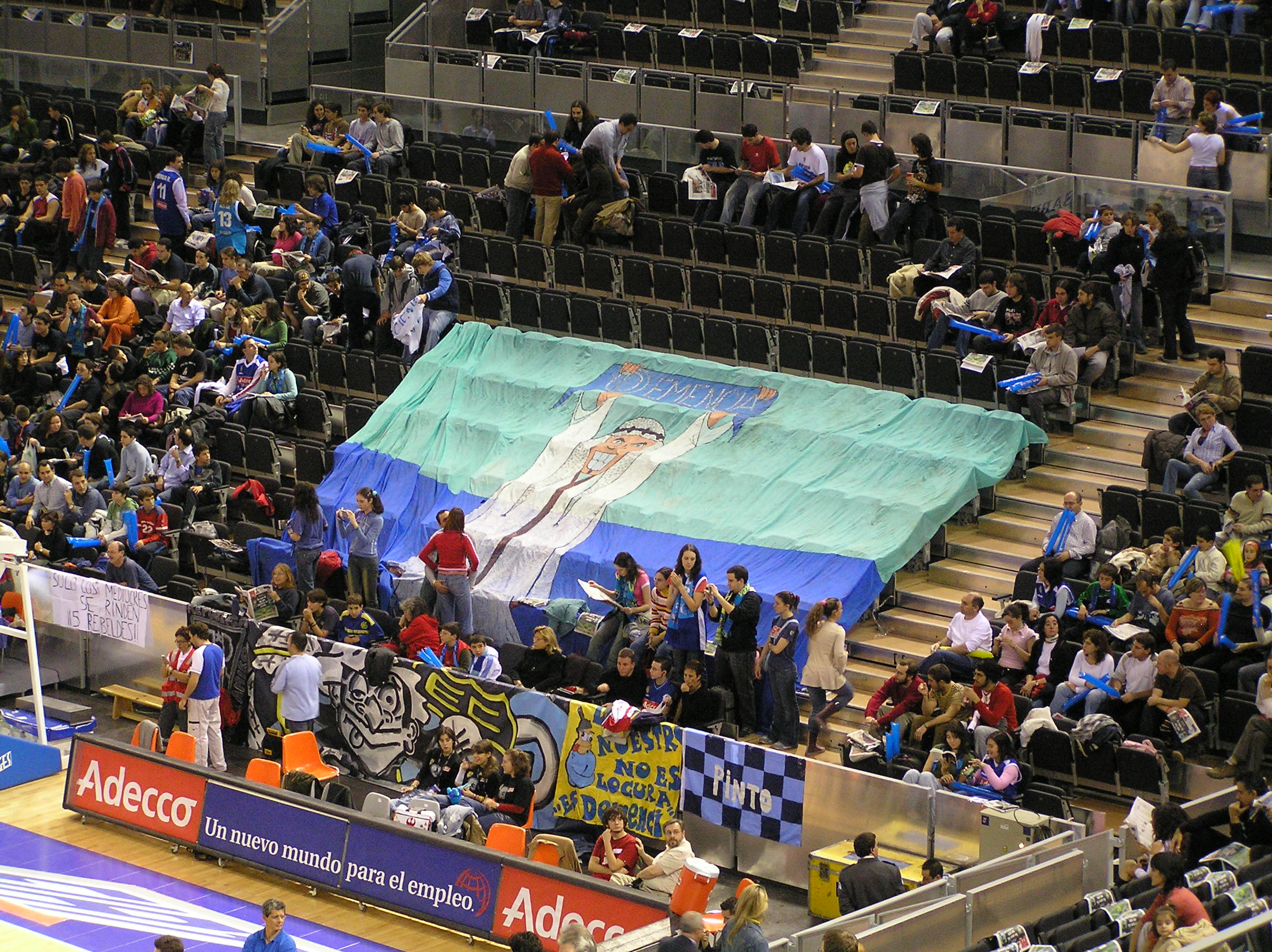

## Umiejscowienie i dojazd
- Metro:

 stacja: Alto de Extremadura

 stacja: Lago
- EMT Madryt Autobusy:

 31, 33, 36, 39 i 65